# Елізабет Тауншип (округ Ланкастер, Пенсільванія)
Елізабет Тауншип (англ. Elizabeth Township) — селище (англ. township) в США, в окрузі Ланкастер штату Пенсільванія. Населення — 3985 осіб (2020).

## Демографія
Згідно з переписом 2010 року, у селищі мешкало 3886 осіб у 1377 домогосподарствах у складі 1106 родин. Було 1413 помешкання
Расовий склад населення:
| - 97,8 % — білих - 0,6 % — чорних або афроамериканців - 0,4 % — азіатів - 0,1 % — корінних американців |

До двох чи більше рас належало 0,7 %. Частка іспаномовних становила 0,8 % від усіх жителів.
За віковим діапазоном населення розподілялося таким чином: 25,7 % — особи молодші 18 років, 63,8 % — особи у віці 18—64 років, 10,5 % — особи у віці 65 років та старші. Медіана віку мешканця становила 39,5 року. На 100 осіб жіночої статі у селищі припадало 102,4 чоловіків;  на 100 жінок у віці від 18 років та старших — 102,0 чоловіків також старших 18 років.
Середній дохід на одне домашнє господарство  становив 81 716 доларів США (медіана — 73 086), а середній дохід на одну сім'ю — 92 017 доларів (медіана — 81 212). Медіана доходів становила 53 324 долари для чоловіків та 43 640 доларів для жінок. За межею бідності перебувало 4,5 % осіб, у тому числі 10,1 % дітей у віці до 18 років та 1,8 % осіб у віці 65 років та старших.
Цивільне працевлаштоване населення становило 2131 особа. Основні галузі зайнятості: освіта, охорона здоров'я та соціальна допомога — 20,1 %, виробництво — 16,3 %, будівництво — 14,9 %.